# Gonzalo Espinoza
Gonzalo Alejandro Espinoza Toledo oder kurz Gonzalo Espinoza (* 9. April 1990 in Constitución) ist ein chilenischer Fußballspieler.

## Karriere

### Verein
Espinoza durchlief die Nachwuchsabteilung des CD Huachipato und startete seine Profikarriere 2010 beim AC Barnechea. Noch im gleichen Jahr wechselte er zu Unión San Felipe. Die nächsten drei Jahre wurde er an die Vereine Racing Club und Arsenal de Sarandí verliehen und in 18 Ligapartien eingesetzt.
Nachdem er die Saison 2013/14 für die All Boys gespielt hatte, wurde er 2014 von Universidad de Chile verpflichtet. Hier spielte er die nächsten drei Spielzeiten und wurde während dieser Zeit 2016 an CD Patronato verliehen.
Zur Spielzeit 2017/18 wurde Espinoza vom türkischen Erstligisten Kayserispor verpflichtet, kehrte aber nach einer Saison zu Universidad zurück. Dort spielte er vier Jahre und wechselte 2022 zu Unión Española. Im Folgejahr lief er für erneut Unión San Felipe auf, anschließend für Deportes Antofagasta. Seit Januar 2025 steht er bei Deportes Recoleta unter Vertrag.

### Nationalmannschaft
Im Januar 2015 debütierte Espinoza für die chilenische Nationalmannschaft. Das Freundschaftsspiel gegen die US-amerikanische Fußballnationalmannschaft blieb sein einziges Spiel im Nationalteam.